# Leo Sexton

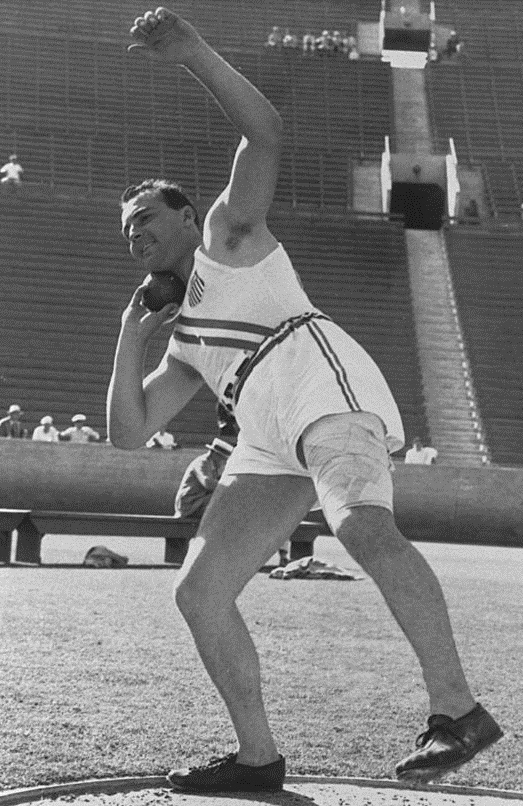
Leo Sexton 1932

Leo Joseph Sexton (* 27. August 1909 in Danvers, Massachusetts; † 6. September 1968 in Perry, Oklahoma) war ein US-amerikanischer Leichtathlet. Bei einer Körpergröße von 1,93 m betrug sein Wettkampfgewicht 108 kg.
Leo Sexton hatte wie Herman Brix im Vorfeld der Olympischen Spiele 1932 den Weltrekord des Tschechen František Douda, der bei 16,04 m lag, um drei Zentimeter mit 16,07 m übertroffen, diese Weiten wurden aber nie zur Anerkennung eingereicht. Bei den US-Trials qualifizierte sich Sexton vor Nelson Gray und Harlow Rothert, während der höher eingeschätzte Herman Brix nur Fünfter wurde. Derweil hatte der Pole Zygmunt Heljasz den Weltrekord auf 16,05 m gesteigert.
Somit wurde für die Spiele in Los Angeles ein Wettkampf der US-Amerikaner gegen die Europäer erwartet. Harlow Rothert stieß die Kugel bereits im ersten Stoß auf 15,67 m, was zur Silbermedaille vor Douda, Hirschfeld und Gray ausreichen sollte. Nur Leo Sexton konnte Rotherts Weite übertreffen. Im letzten Versuch schaffte er sogar 16,00 m, den ersten 16-Meter-Stoß der Olympiageschichte.
Nach den Olympischen Spielen übertraf Sexton mit 16,13 m und am 27. August mit 16,16 m zweimal den Weltrekord. Die Weite von 16,16 m war aber der einzige offiziell anerkannte Weltrekord Sextons. Einen Monat später holte sich Douda den Weltrekord zurück.
Leo Sexton war nur von 1931 (15,41 m) bis 1933 (15,46 m) in der Weltspitze. Nur 1932 wurde er Meister der Amateur Athletic Union. Nach seiner sportlichen Karriere war Sexton in einer Versicherung tätig, wo er bis zum Vizepräsidenten aufstieg.